# Исинский сельсовет
Иси́нский сельсове́т — сельское поселение в Селемджинском районе Амурской области.
Административный центр — посёлок Иса.

## История
28 июня 2005 года в соответствии с Законом Амурской области № 25-ОЗ муниципальное образование наделено статусом сельского поселения. 

## Население
| 2002 | 2010 | 2011 | 2012 | 2013 | 2014 | 2015 |
| ---- | ---- | ---- | ---- | ---- | ---- | ---- |
| 583  | ↘517 | ↘515 | ↘511 | ↘497 | ↘481 | ↘455 |
| 2016 | 2017 | 2018 | 2021 |      |      |      |
| ↘447 | ↘445 | ↘433 | ↘380 |      |      |      |

## Состав городского поселения
| № | Населённый пункт | Тип населённого пункта          | Население |
| - | ---------------- | ------------------------------- | --------- |
| 1 | Иса              | посёлок, административный центр | ↘380      |